# El Valle (Granada)
El Valle egy község Spanyolországban, Granada tartományban. El Valle Albuñuelas, Villamena, Lecrín, El Pinar és Los Guájares községekkel határos. Lakosainak száma 937 fő (2024).

## Népesség
A település népessége az elmúlt években az alábbi módon változott:
| Lakosok száma | 1243 | 1151 | 1130 | 1143 | 1161 | 1049 | 964  | 914  | 917  | 937  |
|               | 2001 | 2004 | 2006 | 2009 | 2011 | 2014 | 2016 | 2019 | 2021 | 2024 |